# Antennuloniscus lincolni
Antennuloniscus lincolni är en kräftdjursart som beskrevs av George 2004. Antennuloniscus lincolni ingår i släktet Antennuloniscus och familjen Haploniscidae. Inga underarter finns listade i Catalogue of Life.